# Karl-Heinz Krug
Karl-Heinz Krug (* 7. Juni 1922 in Mühlberg/Elbe) ist ein ehemaliger deutscher Funktionär der DDR-Blockpartei LDPD. Er war Vorsitzender des Bezirksvorstandes Cottbus der LDPD.

## Leben
Krug, Sohn eines Angestellten, besuchte die Volksschule und Handelsschule. Er absolvierte eine Eisenhändlerlehre. Bis 1941 war er in diesem Beruf tätig, dann arbeitete er bei einem Rechtsanwalt und Notar.
Von 1948 bis 1953 war Krug Justizinspektor beim Amtsgericht Liebenwerda. Er trat der Liberal-Demokratischen Partei Deutschlands (LDPD) bei. Von 1953 bis 1959 fungierte Krug als Bezirkssekretär der LDPD in Cottbus. Von 1959 bis 1971 war er Vorsitzender des Bezirksvorstandes Cottbus der LDPD. Von 1960 bis 1972 war Krug zudem Mitglied des Zentralvorstandes der LDPD.
Von 1967 bis 1971 war er Mitglied des Rates des Bezirkes Cottbus. Er gehörte ebenfalls als Abgeordneter dem Bezirkstag Cottbus an.

## Auszeichnungen
- Verdienstmedaille der DDR (1959)
- Vaterländischer Verdienstorden in Bronze (1968)